# Zuni (jezik)
Jezik Zuni (Zuni; ISO 639-3: zun), izolirani staroselski indijanski jezik, ki ga je govorilo 9.650 ljudi (2000 SIL) v ameriški zvezni državi Nova Mehika. Po starejši klasifikaciji je bil član zdaj že nekdanje Uto-Azteško-Tanoan jezikovno družino, ki je vključevala Uto-Azteško in Kiowa-Tano jezikovni družini.
Jezik Zuni govorijo člani istoimenskega plemena Zuñi. Ugotovljeno je bilo, da ni povezan z nobenim drugim znanim jezikom.

## Slovar
- To:no... 1
- Kwili... 2
- Ha'i... 3
- A:širok... 4
- Ap'de... 5
- Łashik'i... moški
- Mak'i... ženska
- Watsida... pes
- Ya'dok'ya... sonce
- Yachunne... luna
- Ky'awe... voda[2]